# Tanwarin Sukkhapisit
Tanwarin Sukkhapisit (Tailandés: ธัญญ์วาริน สุขะพิสิษฐ์) es una persona cineasta y política tailandesa. En las elecciones generales tailandesas de 2019, fue elegida para el parlamento tailandés en representación del Partido Futuro Adelante. Tanwarin es una persona kathoey y se convirtió en la primera persona abiertamente transgénero en ser miembro del parlamento en la Cámara de Representantes de Tailandia.

## Biografía
Tanwarin nació el 23 de octubre de 1973 en la provincia de Nakhon Ratchasima. Se graduó de la Universidad de Khon Kaen. Después de trabajar en la enseñanza impartiendo inglés, Tanwarin entró en la industria del entretenimiento como escritora y directora.

## Destitución del cargo
En octubre de 2020, el Tribunal Constitucional de Tailandia destituyó a Tanwarin del poder, al declararle culpable de normas que prohibían a los legisladores poseer acciones en empresas de medios de comunicación. La destitución de Tanwarin ha estado vinculada a una ofensiva más amplia contra el movimiento pro democracia de Tailandia, y un comentarista del Bangkok Post escribió que fue "destituida injustamente" en un "gran golpe a la comunidad LGBTI tailandesa".